# Peter Madden
Pour les articles homonymes, voir Madden.
Dudley Frederick Peter Butler Madden, dit Peter Madden est un acteur britannique, né le 9 août 1904 à Ipoh (Malaisie ; alors Malaisie britannique), mort le 24 février 1976 à Bognor Regis (Sussex de l'Ouest).

## Biographie
Il est né dans une famille de planteurs d'hévéas. Son père Frederick Charles Lynch Butler Madden était né à Dum Dum en Inde et s'était illustré en France pendant la Première Guerre mondiale.
Après cinq téléfilms d'origine théâtrale tournés pour la télévision britannique naissante à la fin des années 1930, Peter Madden débute au cinéma (un petit rôle non crédité) dans le film américain Tom Brown étudiant (en) de Robert Stevenson (1940, avec Jimmy Lydon dans le rôle-titre et Cedric Hardwicke).
Suivent trente-neuf autres films, majoritairement britanniques — plus quelques autres films américains ou coproductions —, dont Exodus d'Otto Preminger (1960, avec Paul Newman et Eva Marie Saint), Bons Baisers de Russie de Terence Young (1963, avec Sean Connery et Daniela Bianchi), Le Docteur Jivago de David Lean (1965, avec Omar Sharif et Julie Christie), ou encore La Vie privée de Sherlock Holmes de Billy Wilder (1970, avec Robert Stephens et Colin Blakely).
Son dernier film est la coproduction Le Message de Moustapha Akkad (version anglaise, avec Anthony Quinn et Irène Papas), sortie en 1976, année de sa mort.
Au petit écran, outre quatre autres téléfilms à partir de 1950, Peter Madden contribue surtout à soixante-six séries britanniques, entre 1958 et 1976. Mentionnons Destination Danger (six épisodes, 1964-1965), Sherlock Holmes (sept épisodes, 1965-1968, dont six où il personnifie l'Inspecteur Lestrade), Chapeau melon et bottes de cuir (trois épisodes, 1961-1969) et Le Saint (trois épisodes, 1966-1969).

## Filmographie partielle

### Cinéma
- 1940 : Tom Brown étudiant (Tom Brown's School Days) de Robert Stevenson : Jacob
- 1945 : Le Masque aux yeux verts (The Wicked Lady) de Leslie Arliss : Hawker
- 1948 : Counterblast de Paul L. Stein : William Lucas
- 1949 : A Matter of Murder de John Gilling : Sergent Bex
- 1958 : La Bataille des V1 (Battle of the V-1) de Vernon Sewell : Stanislaw
- 1958 : Monstres invisibles (Fiend Without a Face) d'Arthur Crabtree : Dr Bradley
- 1960 : Un homme pour le bagne (Hell Is a City) de Val Guest : Bert Darwin
- 1960 : Exodus d'Otto Preminger : Dr Clement
- 1960 : Samedi soir, dimanche matin (Saturday Night and Sunday Morning) de Karel Reisz : L'ivrogne
- 1962 : La Solitude du coureur de fond (The Loneliness of the Long Distance Runner) de Tony Richardson : M. Smith
- 1962 : Un amour pas comme les autres (A Kind of Loving) de John Schlesinger : L'officier d'état-civil
- 1962 : Astronautes malgré eux (The Road to Hong Kong) de Norman Panama : Lama Slim
- 1963 : Les Heures brèves (Stolen Hours) de Daniel Petrie : Reynolds
- 1963 : Le Baiser du vampire (The Kiss of the Vampire) de Don Sharp : Bruno
- 1963 : Bons Baisers de Russie (From Russia with Love) de Terence Young : Mc Adams
- 1964 : La Femme de paille (Woman of Straw) de Basil Dearden : Le capitaine du yacht
- 1965 : Le Train des épouvantes (Dr. Terror's House of Horrors) de Freddie Francis :  Caleb, le grand-père dans le sketch : "le loup-garou"
- 1965 : He Who Rides a Tiger de Charles Crichton : Peepers Woodley
- 1965 : Le Docteur Jivago (Doctor Jivago) de David Lean : l'officier politique
- 1967 : The Violent Enemy de Don Sharp : Hewitt
- 1967 : Frankenstein créa la femme (Frankenstein Created Woman) de Terence Fisher : le chef de la police
- 1970 : La Vie privée de Sherlock Holmes (The Private Life of Sherlock Holmes) de Billy Wilder : Von Tirpitz
- 1972 : Les Six femmes d'Henry VIII (Henry VIII and His Six Wives) de Waris Hussein : Fisher
- 1974 : Frankenstein et le monstre de l'enfer (Frankenstein and the Monster from Hell) de Terence Fisher : Le conducteur de fiacre
- 1975 : Objectif Lotus (One of Our Dinosaurs Is Missing) de Robert Stevenson : Sanders
- 1976 : Le Message (Mohammad, Messenger of God) de Moustapha Akkad (version anglaise) : Le vieil homme édenté

### Séries télévisées
- 1958 : Ivanhoé (Ivanhoe), saison unique, épisode 22 Le Chantre de Maydale (By Hook or By Crook) de Bernard Knowles : Le berger
- 1964-1965 : Destination Danger (Danger Man), saison 2, épisode 1 Double jeu (Yesterday's Enemies, 1964) de Charles Crichton, épisode 3 La Ville fantôme (Colony Three, 1964) de Don Chaffey, épisode 8 La Guerre des photos (The Battle of the Cameras, 1964) de Don Chaffey, épisode 9 Un serviteur modèle (No Marks for Servility, 1964) de Don Chaffey, épisode 14 Des hommes dangereux (Such Men Are Dangerous, 1965) de Don Chaffey, et épisode 19 Suivez la femme (It's Up to the Lady, 1965) : Amiral Hobbs
- 1965-1968 : Sherlock Holmes
  - Saison 1, épisode 7 Les Six Napoléons (The Six Napoleons, 1965), épisode 8 L'Homme à la lèvre tordue (The Man with the Twisted Lip, 1965), épisode 10 Les Plans de Bruce-Partington (The Bruce-Partington Plans, 1965), épisode 11 Charles Auguste Milverton (Charles Augustus Milverton, 1965), épisode 12 Le Marchand de couleurs en retraite (The Retired Colourman, 1965), et épisode 13 La Disparition de Lady Frances Carfax (The Disappearance of Lady Frances Carfax, 1965) : Inspecteur Lestrade
  - Saison 2, épisode 6 Le Mystère du Val Boscombe (The Boscombe Valley Mystery, 1968) : Bill McCarthy
- 1961-1969 : Chapeau melon et bottes de cuir, première série (The Avengers)
  - Saison 1, épisode 13 One for the Mortuary (1961) : Benson
  - Saison 4, épisode 8 Avec vue imprenable (Room Without a View, 1966) de Roy Ward Baker : Dr John Wadkin
  - Saison 6, épisode 31 Mademoiselle Pandora (Pandora, 1969) de Robert Fuest : Oncle Gregory Lasindall
- 1966-1969 : Le Saint (The Saint)
  - Saison 5, épisode 1 Les Bijoux de la reine (The Queen's Ransom, 1966) de Roy Ward Baker : Farid
  - Saison 6, épisodes 15 et 16 Vendetta pour le Saint, 1re et 2e parties (Vendetta for the Saint, Parts I & II) de Jim O'Connolly : L'oncle